# Raif Georges Khoury
Raif Georges Khoury (* 22. April 1936 in Chabab; † 2. Februar 2017) war ein französisch-deutscher Islamwissenschaftler und Arabist.

## Leben
Er erwarb 1960 die Licence ès Lettres an der Universität Genf, 1966 den Doktortitel an der Universität von Paris (Sorbonne) und 1970 die Habilitation an der Universität Heidelberg, wo er seit 1978 Professor war.
Zu seinen Schülern gehörte unter anderem Hüseyin İlker Çınar.

## Schriften (Auswahl)
- Der Islam. Religion, Geschichte, Kultur. Mannheim 1993, ISBN 3-411-10231-4.
- Passé et présent de la culture arabe ou: tradition, modernité et conservation d'identité, selon Djubrān Khalīl Djubrān (1883–1931), à l'image de la renaissance européenne. Neckarhausen 1997, ISBN 3-932662-00-8.
- Mayy Ziyāda (1886–1941) entre la tradition et la modernité ou le renouvellement des perspectives culturelles et sociales dans son oeuvre, à l'image de l'Europe. Edingen-Neckarhausen 2003, ISBN 3-932662-06-7.
- Politik und Religion im Islam und die Probleme der Entwicklung der arabisch-islamischen Welt in der modernen Zeit. Der Beitrag der Reformen. Heidelberg 2007, ISBN 3-8253-5402-4.
- Wahb b. Munabbih, Teil 1, Der Heidelberger Papyrus PSR Heid Arab 23, Leben und Werk des Dichters. Wiesbaden 1972.
- Chrestomathie de Papyrologie Arabe: Documents relatifs à la vie privée, sociale et administrative dans les premiers siècles islamiques. Retravaillée et élargie. Leiden 1993, ISBN 978-90-04-09551-9.